# Tetragonochora bimaculata
Tetragonochora bimaculata là một loài tò vò trong họ Ichneumonidae.